# Dicaeum pygmaeum
El picaflores pigmeo (Dicaeum pygmaeum) es una especie de ave paseriforme de la familia Dicaeidae endémica de Filipinas.

## Distribución y hábitat
Se encuentra en casi todo el archipiélago filipino, estando presente en todas las islas principales excepto Panay, además de algunas islas menores diseminadas. Su hábitat natural son los bosques húmedos tropicales.